# Сьрода-Велькопольска (гмина)
Сьрода-Велькопольска (пол. Środa Wielkopolska) — гмина (волость) в Польше, входит как административная единица в Сьрёдский повет (Великопольское воеводство), Великопольское воеводство. Население — 30 209 человек (на 2008 год).

## Сельские округа
1. Аннополе
2. Бродово
3. Бжезе
4. Хоцича
5. Худзице
6. Хвалково
7. Чарне-Пёнтково
8. Дембич
9. Дембичек
10. Яново
11. Янушево
12. Ярославец
13. Киево
14. Кошуты
15. Лёренка
16. Маряново-Бродовске
17. Мончники
18. Надзеево
19. Ольшево
20. Пентково
21. Пежхница
22. Плавце
23. Полажеево
24. Романово
25. Рушково
26. Старковец-Пёнтковски
27. Шляхцин
28. Улейно
29. Винна-Гура
30. Зельнички
31. Змыслово
32. Жабиково

## Прочие поселения
1. Бабин
2. Беганово
3. Бродовске-Хубы
4. Бжезак
5. Бжезины
6. Хвалково-Хубы
7. Чартки
8. Гаювка
9. Груец
10. Хенрыково
11. Кошуты-Хубы
12. Марцелин
13. Нетшаново
14. Олачево
15. Пежхно
16. Подгай
17. Рамутки
18. Румейки
19. Слупя-Велька
20. Станишево
21. Стшешки
22. Шляхцин-Хубы
23. Тадеушово
24. Тополя
25. Тшебиславки
26. Турек
27. Урнишево
28. Влостово
29. Зельники
30. Здзеховице

## Соседние гмины
1. Гмина Доминово
2. Гмина Клещево
3. Гмина Костшин
4. Гмина Курник
5. Гмина Кшикосы
6. Гмина Занемысль